# Araneus eburneiventris
Araneus eburneiventris este o specie de păianjeni din genul Araneus, familia Araneidae. A fost descrisă pentru prima dată de Simon, 1908.
Este endemică în Western Australia. Conform Catalogue of Life specia Araneus eburneiventris nu are subspecii cunoscute.